# Robert van Koesveld
Robert van Koesveld (Den Haag, 24 januari 1995) is een voormalig Nederlands profvoetballer die bij voorkeur als centrale verdediger speelde. Op 1 juli 2019 beëindigde van Koesveld zijn profcarrière. Sindsdien speelt hij bij de amateurs van SVV Scheveningen.

## Clubcarrière
Van Koesveld speelde in de jeugd van Quick tot hij op dertienjarige leeftijd werd opgenomen in de jeugdopleiding van sc Heerenveen. Die verruilde hij in juli 2012 voor die van Ajax. Hier speelde hij in zijn eerste jaar in de A-jeugd. Van Koesveld scheurde in november 2012 een hamstring af. Hij speelde in september 2013 voor het eerst sinds het oplopen van zijn blessure weer een volledige wedstrijd.
Trainer Jaap Stam nam Van Koesveld in het seizoen 2014/15 op in de selectie van Jong Ajax. Hiervoor maakte hij op 19 juli 2014 zijn officieuze debuut, in een met 2–1 gewonnen oefenwedstrijd tegen Achilles '29. Zijn officiële debuut in het betaald voetbal maakte hij op 29 augustus 2014, toen hij met Jong Ajax een wedstrijd in de Eerste divisie speelde tegen FC Den Bosch. Zijn ploeggenoten en hij verloren met 2–0. Van Koesveld speelde de volledige 90 minuten.
Van Koesveld verliet Ajax in februari 2015 voor een terugkeer naar sc Heerenveen. Hij tekende hier voor 2,5 jaar, plus een optie voor nog een seizoen. Hij verving Jukka Raitala in de Friese selectie. Heerenveen verhuurde Van Koesveld in juli 2016 voor een jaar aan Helmond Sport.
Na een seizoen uitgeleend te zijn aan Helmond Sport, werd hij in juli 2017 opnieuw voor één seizoen verhuurd aan de club uit Helmond.

## Interlandcarrière
Jeugelftallen
Van Koesveld debuteerde als jeugdinternational in Nederland –17 jaar. Hij speelde op 4 februari 2012 zijn enige interland voor dit team. In de tweede wedstrijd op het XXXV Torneio Int. do Algarve '12 tegen Engeland –17 begon van Koesveld in de basis en werd hij na 56 minuten vervangen door Nathan Aké. Het werd 2-2. Hij kwam tweemaal in actie voor Nederland –18.
| Jeugdinterlands van Robert van Koesveld | Jeugdinterlands van Robert van Koesveld | Jeugdinterlands van Robert van Koesveld | Jeugdinterlands van Robert van Koesveld | Jeugdinterlands van Robert van Koesveld | Jeugdinterlands van Robert van Koesveld |
| Team (№ interlands)                     | Datum                                   | Wedstrijd                               | Uitslag                                 | Soort Wedstrijd                         | Doelpunten                              |
| Als speler bij sc Heerenveen            | Als speler bij sc Heerenveen            | Als speler bij sc Heerenveen            | Als speler bij sc Heerenveen            | Als speler bij sc Heerenveen            | Als speler bij sc Heerenveen            |
| --------------------------------------- | --------------------------------------- | --------------------------------------- | --------------------------------------- | --------------------------------------- | --------------------------------------- |
| Onder 17 (1.)                           | 4 februari 2012                         | Engeland - Nederland                    | 2 – 2                                   | XXXV Torneio Int. do Algarve '12        |                                         |
| Als speler bij Ajax                     |                                         |                                         |                                         |                                         |                                         |
| Onder 18 (1.)                           | 11 september 2012                       | Nederland - Verenigde Staten            | 2 – 4                                   | Vriendschappelijk                       |                                         |
| Onder 18 (2.)                           | 15 oktober 2012                         | Nederland - Oostenrijk                  | 0 – 2                                   | Vriendschappelijk                       |                                         |